# 小池恒男
小池 恒男（こいけ つねお、1941年10月19日 - ）は、日本の農業経済学者、滋賀県立大学名誉教授。近畿農協研究会代表・農業開発研修センター副会長。

## 略歴
東京府生まれ。長野県育ち。信州大学農学部卒業後、1967年京都大学大学院農学研究科修士課程専攻農政学修了。同年滋賀県立短期大学助手となり、1984年助教授、1988年教授、1995年滋賀県立大学環境科学部兼任教授。2007年定年退官、名誉教授となる。1982年「水田農業組織化の構造分析 滋賀県における実態調査をふまえて」で農学博士の学位を取得。

## 著書
- 『集団的土地利用形成の条件 小土地所有再生の実証的・理論的検討』農林統計協会 1983
- 『激変する米の市場構造と新戦略』家の光協会 1997
- 『米はどう変わった、どう変わる 米政策改革から米戸別所得補償制度へ』筑波書房ブックレット 暮らしのなかの食と農 2010
- 『地域からはじまる日本農業の「再生」 混迷する農政を超えて』家の光協会 2012
- 『博士たちのエコライス いのちはぐくむ農法で米作り!』滋賀県立大学環境ブックレット サンライズ出版 2015

### 共編著
- 『日本農業の展開と自治体農政の役割 21世紀を見据えて』編著 家の光協会 1998
- 『協同組合のコーポレート・ガバナンス 危機脱出のためのシステム改革』山本修、吉田忠共編著 家の光協会 2000
- 『農協の存在意義と新しい展開方向 他律的改革への決別と新提言』編著 昭和堂 2008
- 『集落営農の再編と水田農業の担い手』荒井聡、今井健、竹谷裕之共編著 筑波書房 2011
- 『キーワードで読みとく現代農業と食料・環境』新山陽子、秋津元輝共編、「農業と経済」編集委員会監修 昭和堂 2011
- 『戦後日本の食料・農業・農村 第15巻 地域農業と自治体農政』中川聰七郎共編集担当 農林統計協会 2012

## 論文
- 小池恒男